# Insurrection de 1940-1944 en Tchétchénie
Pour les articles homonymes, voir Guerres en Tchétchénie.
Bataille du Caucase (Front de l'Est de la Seconde Guerre mondiale)
Conflit russo-tchétchène
L'insurrection de 1940-1944 en Tchétchénie est une révolte autonome contre les autorités soviétiques de la république socialiste soviétique autonome tchétchène-ingouche. Débutant au début de 1940 sous Hassan Israilov, l'événement culmine en 1942 lors de l'invasion allemande du Caucase du Nord et se termine au début de 1944 avec la déportation massive des peuples Nakh (Tchétchènes et Ingouches) de leurs terres natales ainsi que des endroits à travers l'URSS, entraînant la mort d'au moins 144 000 civils. Cependant, la résistance dispersée dans les montagnes se poursuivra pendant des années.

## Début de l’insurrection
En janvier 1940, encouragés par les échecs soviétiques de la guerre d'hiver contre la Finlande, l'ancien intellectuel communiste tchétchène Hassan Israilov et son frère Hussein établissent une base de guérilla dans les montagnes du sud-est de la Tchétchénie, où ils travaillent à organiser un mouvement de guérilla unifié pour préparer une insurrection armée contre les Soviétiques. Au début de février 1940, les rebelles d'Israilov prennent le contrôle de plusieurs aouls dans le district de Chatoïski. Le gouvernement rebelle est établi dans le village natal d'Israilov, Galanchozh. Ils parviennent ensuite à vaincre les détachements punitifs du NKVD envoyés à leurs rencontres, et capturent des armes modernes.
Israilov décrit sa position sur les raisons pour lesquelles ils se sont battus à plusieurs reprises :

« J'ai décidé de devenir le chef afin de mener à bien une guerre de libération pour mon propre peuple. Je comprends très bien que non seulement en Tchétchéno-Ingouchie, mais dans tous les peuples du Caucase, il sera difficile de se libérer du joug pesant de l'impérialisme rouge. Mais notre foi fervente dans la justice et notre foi dans le soutien des peuples épris de liberté du Caucase et du monde entier m'inspirent vers cet acte, à vos yeux impertinent et inutile, mais à ma conviction, la seule étape correcte historique. Les vaillants Finlandais prouvent maintenant que le grand empire esclavagiste est impuissant face à un petit peuple épris de liberté. Dans le Caucase, vous trouverez votre deuxième Finlande, et après suivront d'autres peuples opprimés. »

« Depuis vingt ans maintenant, les autorités soviétiques combattent mon peuple, visant à le détruire groupe par groupe : d'abord les koulaks, puis les mollahs et les « bandits », puis les bourgeois-nationalistes. Je suis sûr maintenant que le véritable objet de cette guerre est l'anéantissement de notre nation dans son ensemble. C'est pourquoi j'ai décidé d'assumer la direction de mon peuple dans sa lutte pour la libération,. »

Après l'invasion allemande de l'URSS en juin 1941, les frères convoquent 41 réunions différentes à l'été 1941 pour recruter des partisans locaux sous le nom de « gouvernement révolutionnaire populaire provisoire de Tchétchénie-Ingouchie », et à la fin du milieu de l'été de cette année-là, ils disposent de plus de 5 000 guérilleros et au moins 25 000 sympathisants organisés en cinq districts militaires englobant Grozny, Goudermes et Malgobek. Dans certaines régions, jusqu'à 80% des hommes sont impliqués dans l'insurrection. L'Union soviétique utilise des tactiques de tapis de bombes contre les révolutionnaires, causant des pertes principalement à la population civile. Des raids aériens massifs de bombardements soviétiques visent à deux reprises des villages de montagne tchétchènes-ingouches au printemps 1942, dévastant complètement plusieurs aouls et tuant la plupart de leurs habitants, y compris un grand nombre de personnes âgées et d'enfants.
Le 28 janvier 1942, Israilov décide d'étendre le soulèvement des Tchétchènes et des Ingouches à onze des groupes ethniques dominants du Caucase en formant le Parti spécial des frères du Caucase (OKPB), dans le but d'une « lutte armée contre la barbarie bolchevique et le despotisme russe ». Il met également en place un code parmi les combattants de la guérilla pour maintenir l'ordre et la discipline, qui stipule :

« Vengez brutalement les ennemis du sang de nos frères indigènes, les meilleurs fils du Caucase ; anéantir sans pitié les seksoty [agents secrets], agents et autres informateurs du NKVD ; interdire catégoriquement [à la guérilla] de passer la nuit dans les maisons ou les villages sans la sécurité de gardes fiables. »

En février 1942, un autre ex-communiste tchétchène, Maïrbek Cheripov, organise une rébellion à Chatoï et tente de prendre Itoum-Kale. Ses forces s'unissent à l'armée d'Israilov en s'appuyant sur l'arrivée attendue de la Wehrmacht allemande. Au Daghestan voisin, les rebelles prennent également les quartiers de Novolakskaïa et Dylym. L'insurrection pousse de nombreux soldats tchétchènes et ingouches de l'armée rouge à la désertion. Certaines sources affirment que le nombre total d'alpinistes déserteurs atteint 62 750, dépassant le nombre de combattants alpinistes de l'armée rouge. En fait, ce chiffre se réfère à l'ensemble du Caucase du Nord pour toute la période de la guerre.

## Assistance allemande
Le 25 août 1942, neuf saboteurs formés en Allemagne du Nordkaukasisches Sonderkommando Schamil de l'Abwehr débarquent près du village de Berzhki dans la région de Galachki, où ils recrutent 13 Tchétchènes locaux pour leur cause. Plus tard en août et septembre, un total de 40 agents allemands sont largués à divers endroits. Tous ces groupes reçoivent l'aide active de jusqu'à 100 Tchétchènes. Leur mission est de s'emparer de la raffinerie de pétrole de Grozny afin d'empêcher sa destruction par les Soviétiques en retraite, et de la tenir jusqu'à l'arrivée de la 1re Panzerarmee. Cependant, l'offensive allemande s'arrête après avoir capturé uniquement la ville ethnique russe de Malgobek en Ingouchie. Les Allemands font des efforts concertés pour se coordonner avec Israilov, mais son refus de céder le contrôle de son mouvement révolutionnaire aux Allemands et son insistance continue sur la reconnaissance allemande de l'indépendance tchétchène conduiront de nombreux Allemands à considérer Israilov comme peu fiable et ses plans irréalistes. Bien que les Allemands tenteront d'entreprendre des opérations secrètes en Tchétchénie — comme le sabotage des champs pétrolifères de Grozny — les tentatives d'alliance germano-tchétchène échoueront.
Que les Tchétchènes soient en fait alliés aux Allemands est très discutable et généralement considéré comme inexact,,. Bien qu'ayant effectivement eu des contacts avec les Allemands, de profondes différences idéologiques séparent les Tchétchènes et les nazis (autodétermination contre impérialisme), les deux camps ne se font pas confiance, et la courtisation allemande des Cosaques provoquera la colère des Tchétchènes (leurs ennemis traditionnels avec lesquels ils ont encore de nombreux litiges fonciers et autres conflits). Maïrbek Cheripov aurait avertit sévèrement l'Ostministerium : « si la libération du Caucase ne signifie simplement qu'un échange de colonisateur, les Caucasiens ne considéreront cela [un combat théorique opposant Tchétchènes et autres Caucasiens contre les Allemands] comme une nouvelle étape dans la guerre de libération nationale ».
Il existe cependant une unité répertorié dans les archives de la Wehrmacht comme étant une unité Tchétchène; 
le EingreifGruppe Tietjen, crée le 24 Août 1941, et former à partir d’éléments du Partisanenbekämpfungs-Abteilung (mot.) de la 9e compagnie du 18e Régiment d'Infanterie. Le 24 Août 1941, ce petit groupe de combat monte en puissance et devient à part entière la 9e compagnie de ce régiment. Le 15 Novembre 1941 elle est renforcée de 300 hommes de la 6. Russen-Kompanie, unités autonome rattaché à la 9. Armee du Heeresgruppe Mitte et d'une section d'artillerie (Artillerie-Zug), le 1er Mars 1942, l'unités recois de nouveau 150 hommes en réserve. Le 29 Septembre 1942, sur décisions de l’Inspections des Troupes de Sécurité (Inspekteur der Landeseigenen Sicherungstruppen), l'unité est dissoute et formeront les 1er, 2e et 3e Bataillon de Volontaires (I,II und III. Freiwilligen-Batalion) de la 582e Zones de Commandement des Troupes Arrière (Korück 582), ainsi qu'une compagnie de réserve (Ersatz-Kompanie 582) et une batterie d'artillerie (Ost-Batterie 582), le tout restant sous commandement de la 9. Armee. On peut donc affirmer qu'au moins 450 à 600 Tchétchènes ont porté l'uniforme de la Wehrmacht. Il n'y a pas d'insignes de manche distinctif connue à ce jour pour cette unité, elle arborait très probablement les insignes des Volontaires du Caucase.

## Déportation
En 1943, alors que les Allemands commencent à battre en retraite sur le front de l'Est, les guérilleros montagnards voient leur fortune changer car de nombreux anciens rebelles décident de faire défection vers les Soviétiques en échange d'une amnistie. Le 6 décembre 1943, l'implication allemande en Tchétchénie prend fin lorsque des agents de contre-espionnage soviétiques s'infiltrent et arrêtent les agents allemands restants en Tchétchénie. Après le retrait allemand du Caucase, près de 500 000 Tchétchènes et Ingouches de Tchétchénie-Ingouchie ainsi que d'autres républiques sont réinstallés de force en Sibérie et en Asie centrale (principalement en RSS du Kazakhstan), entraînant un grand nombre de morts parmi les déportés. Beaucoup de non déportés seront tout simplement massacrés sur place. Dans les régions montagneuses du pays, des atrocités de masse telles que le massacre de Khaïbakh auraient eu lieu (bien que les preuves de cet incident soient mises en doute et aient été remises en question par des universitaires).
L'été suivant voit la dissolution de la Tchétchéno-Ingouchie ; un certain nombre de noms de lieux tchétchènes et ingouches sont remplacés par des noms russes ; et une campagne de brûlage de nombreux textes historiques tchétchènes est presque achevée,. Dans tout le Caucase du Nord, environ 700 000 (724 297 selon Dalkhat Ediev, dont la majorité, 479 478, sont des Tchétchènes, ainsi que 96 327 Ingouches, 104 146 Kalmouks, 39 407 Balkars et 71 869 Karatchaïs) sont déportés. Beaucoup mourront au cours du voyage, et l'environnement extrêmement dur de la Sibérie ainsi que d'autres régions vers lesquelles les gens seront déportés (surtout compte tenu de la quantité d'exposition) en tuera un nombre beaucoup plus important.
Le NKVD, fournissant la perspective soviétique, donne la statistique de 144 704 personnes tuées rien qu'en 1944-1948 (taux de mortalité de 23,5% pour tous les groupes), bien que ce nombre est rejeté par de nombreux auteurs tels que Tony Wood, John B. Dunlop, Moshe Gammer et d'autres, considéré comme un euphémisme grossier). Les estimations des décès des seuls Tchétchènes (à l'exclusion des chiffres du NKVD), vont d'environ 170 000 à 200 000,,,, allant ainsi de plus d'un tiers de la population tchétchène totale à près de la moitié tués en ces 4 ans seulement (les taux pour les autres groupes pour ces 4 ans tournent autour de 20 %).
Une résolution du Parlement européen de 2004 déclare ces déportations comme un acte génocidaire.
Certains groupes rebelles décident de rester dans les montagnes, poursuivant la résistance. Des groupes de ce type se forment également au Kazakhstan. Israilov est trahi et tué par deux de ses propres hommes en décembre 1944. Après sa mort, la résistance est dirigée par le cheikh Qoureich Belhorev, capturé en 1947. Plusieurs divisions de sécurité sont envoyées pour réprimer les vestiges du mouvement partisan, n'accomplissant cette tâche qu'au milieu des années 1950.